# تيوت (إقليم تارودانت)
تيوت هي جماعة قروية في إقليم تارودانت بجهة سوس ماسة في المغرب. وتقع على الطريق الرابطة بين تارودانت وطاطا، وهي تضم 2920 نسمة، حسب الإحصاء العام للسكان والسكنى لسنة 2014. ويبعد مركز الجماعة عن مدينة تارودانت بـ 30 كلم.

## دواوير الجماعة
- دوار لبور
- دوار إيكودين
- دوار تاكاديرت ندوج
- دوار أزور
- دوار القصبة
- دوار تاكاديرت
- دوار تاغنبوشت
- دوار أنامر
- دوار أكرايز
- دوار بوتيزوا

## تاريخ
كانت تيوت مركزا مهما حتى قبل الإستعمار الفرنسي، حيث يتواجد بها مسجد قديم في قلب أحد دواويرها يسمى بمسجد السعديين، كما كانت المنطقة مركز علم، حيث مازالت بها آثار أشهر مدرسة علمية عتيقة بإقليم تارودانت وتسمى بـ «الجشتيمية» وكان لهذه الأخيرة دور كبير في تخريج عدد من علماء سوس. وقد لعبت منطقة تيوت دورا هاما في السياسة والتجارة منذ بداية القرن العاشر الهجري حسب جل الباحثين في ماضي المنطقة، حيث يرى أحدهم أن تيوت كانت إحدى المراكز المخزنية منذ عصر المرابطين، وما زالت بعض آثار البنايات القديمة شاهدة على ذلك، كما إعتبرت المنطقة ممر القوافل التجارية. وأشار المختار السوسي في إحدى مؤلفاته إلى أن أهل تيوت وجدوا في أساس القصبة قطعة نقدية ذهبية باسم عبد المومن الموحدي. وفي السياق نفسه أشار بعض المؤرخين إلى أن المنطقة كان يقصدها التجار من أماكن بعيدة كفاس ومراكش وبلاد النيجر، حيث كانت مشهورة في القرن العاشر الهجري بإنتاج وصناعة السكر والأثواب وإستقر بها اليهود الصناع، ويوجد في المنطقة مكان يسمى «دو أوداين» أي «سفلى اليهود» إستقرت فيها في الماضي تجمعات سكنية يهودية. وقد عرفت تيوت إيواء عدد من العلماء، فقد دفن بها بعضهم كسيدي الحاج أحمد الجشتيمي والمعروف بأبي العباس الجشتيمي ويوجد ضريحه بقصبة تيوت.

## الصحة
تتوفر تيوت على مركز صحي قروي، لكنها لا تتوفر على أي صيدلية.

## التعليم
قائمة المؤسسات التعليمية في جماعة تيوت:
- المدرسة الجماعاتية تيوت
- إعدادية تيوت

كما يوجد في تيوت دار للطالب والطالبة لإيواء التلاميذ، وهي تقع أمام إعدادية تيوت.

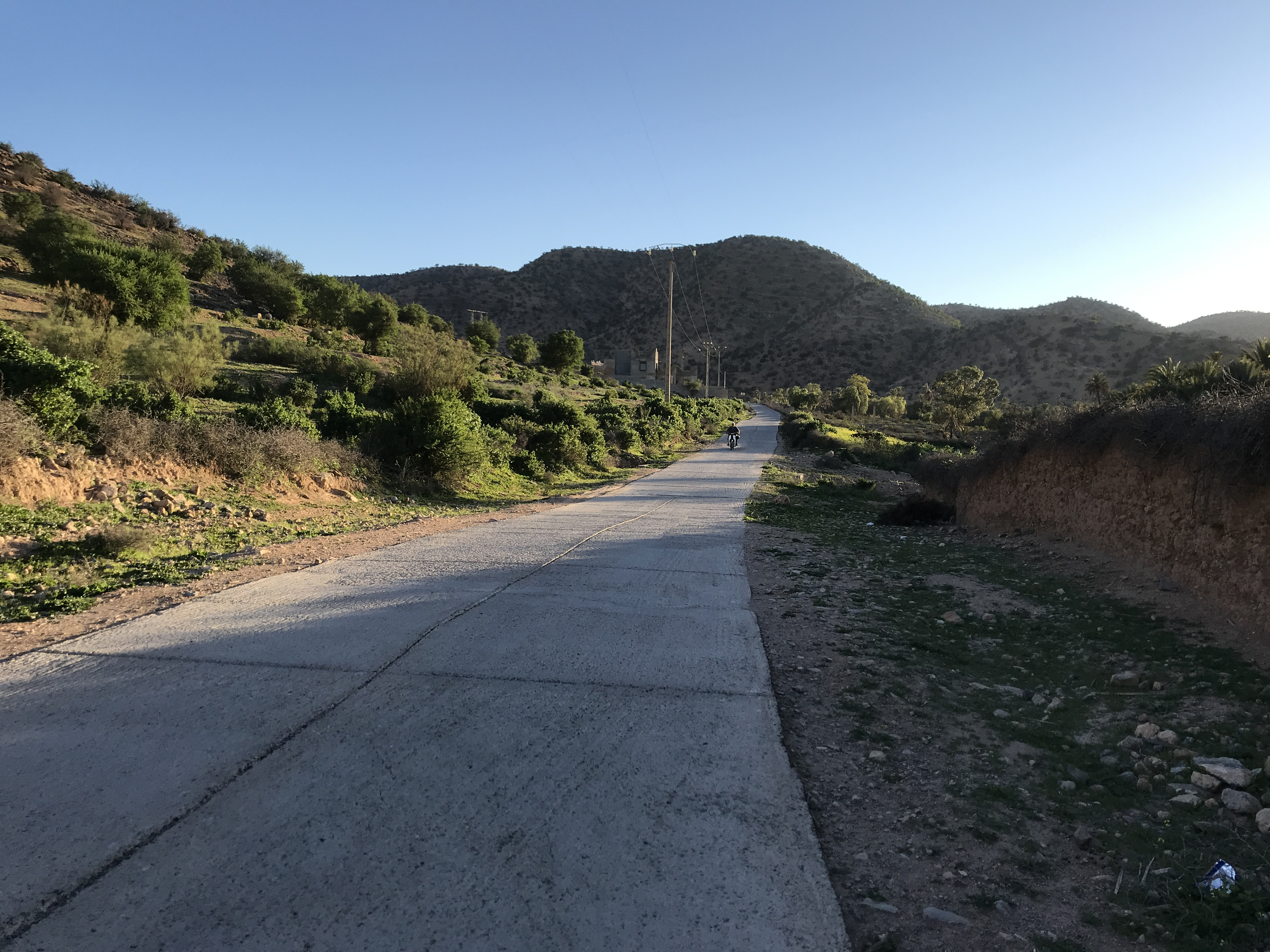
تم تعبيد الطريق التي تمر من وسط تيوت وذلك لتسهيل تنقل السكان المحليين وكذلك سيارات السياح الراغبين في إستكشاف واحة تيوت

## السياحة
تتميز تيوت بمناظرها السياحية الطبيعية، خصوصا واحات النخيل، كما تزخر المنطقة بالمآثر التاريخية من البنايات القديمة والتي تشهد على الدور التاريخي الذي لعبته منطقة تيوت في القديم.
يوجد في تيوت مجموعة من المطاعم والمقاهي منها ما هو عصري ومنها ما هو تقليدي، حيث تُوجد بعض المطاعم وسط واحات النخيل والمناظر الطبيعية والجلوس فيها يعطي للزوار راحة نفسية أكبر. ومن بين أشهر هذه المطاعم: فضاء واحة تيوت، ومطعم الشوارج، ومطعم إكران. كما أن بعض هذه المطاعم يقدم خدمة المبيت بأسعار جيدة.
خلال نهاية الأسبوع (السبت والأحد)، يكون عدد السياح كثيراً في واحة تيوت، وأغلبهم يأتون في رحلات منتظمة عبر مجموعات قادمون إما من تارودانت أو أكادير.

## النقل والطرق
إنطلاقاً من المحطة الطرقية لتارودانت، يمكن الوصول لتيوت من خلال سيارات الأجرة الكبيرة التي تربط بين تيوت وتارودانت.